# Qilin

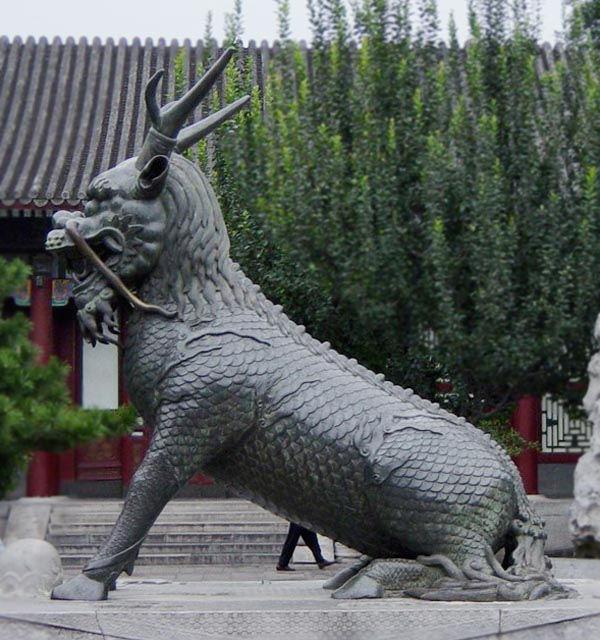
Estàtua d'un Qilin en el Palau d'Estiu, Xina

El qilin (en xinès: 麒麟; en pinyin: qílín) és un ungulat cornut híbrid de la mitologia xinesa. Sovint representat amb cos de lleó, escames de peix i banyes de cérvol, segons la llegenda, apareix en conjunció amb l'arribada d'un savi. Es tracta d'un bon presagi que porta rui (xinès: 瑞, pinyin: ruì, serenitat o prosperitat). Sovint se'l representa com si emanéssin flames del el seu cos.
Per simplificar, a Europa i Amèrica de vegades se l'anomena l'unicorn xinès, encara que tingui dues banyes, a causa que amdues criatures mítiques posseeixen un caràcter beneficiós.

## Origen
Tradicionalment es diu que el qilin és una representació estilitzada de la girafa. Aquesta teoria es recolza en el fet que el qilin és esmentat sobretot a partir de la Dinastia Ming. La seva primera referència ha estat datada aproximadament, entre finals del s. XIV i primer terç del segle xv, amb els viatges de Zheng He. Aquest fou un cèlebre navegant xinès que es té constància que arribà a Àfrica oriental, passant, entre altres llocs, per l'actual Kenya. Es diu que en aquesta expedició retornà a Pequín portant dues girafes com a regal per a l'emperador. Així mateix, aquestes dues girafes se les anomenà qilin. A més a més, les cròniques deixen constància de com l'Emperador va proclamar les girafes criatures màgiques; la captura, doncs, evidenciava la grandesa del poder imperial.
Aquesta identificació de la criatura mítica amb la girafa s'ha vist recolzada per alguns atributs del qilin, com la seva dieta vegetariana i la seva naturalesa tranquil·la. Alhora, la seva prestigiosa habilitat de «trepitjar l'herba sense pertorbar-la» pot referir-se a les llargues cames de la girafa.
No obstant això, altres teories apunten cap a l'existència d'un mite relacionat amb el qilin molt anterior. D'ésser així, el seu nom fou reaprofitat i aplicat a les girafes. A més, les girafes tenen colls molt més llargs que les descripcions del qilin de l'Era Ming.